# Ella Seidel
Ella Seidel (* 14. Februar 2005 in Hamburg) ist eine deutsche Tennisspielerin.

## Karriere
Seidel begann mit sechs Jahren beim Klipper THC das Tennisspielen. Ihr bevorzugter Belag ist Sand.
2019 wurde Ella Seidel Deutsche Meisterin der U14.
2020 erreichte sie bei den Nationalen Deutschen Hallen-Tennismeisterschaften 2020 die zweite Runde im Dameneinzel, wo sie dann mit 1:6 und 2:6 gegen Tayisiya Morderger verlor.
2021 erreichte sie als Qualifikantin das Hauptfeld des mit 25.000 US-Dollar dotierten Tennis Future Hamburg, wo sie aber bereits in der ersten Runde gegen Zheng Qinwen mit 1:6 und 0:6 verlor. Im Doppel trat sie an der Seite von Carolina Kuhl an, wo die beiden mit einer Wildcard für das Hauptfeld starteten. Sie verloren in der ersten Runde gegen die an Position drei der Setzliste gesetzte Paarung Anna Bondár und Tereza Mihalíková mit 2:6 und 3:6. Nach dem Gewinn des Titels der Deutschen Meisterin der U16 wurde sie Ende 2021 ins Porsche Junior Team Deutschland aufgenommen.
2022 erreichte sie als Qualifikantin das Hauptfeld der mit 60.000 US-Dollar dotierten Burg-Wächter Ladies Open, wo sie in der ersten Runde Ylena In-Albon mit 6:3 und 6:3 besiegte, dann aber in der zweiten Runde gegen die topgesetzte Belgierin Greet Minnen in drei Sätzen mit 6:4, 1:6 und 0:6 unterlag. Im Damendoppel erhielt sie zusammen mit Carolina Kuhl eine Wildcard für das Hauptfeld, mussten aber in bereits in ihrer Erstrundenbegegnung gegen die topgesetzte Paarung Aliona Bolsova und Anna Wladimirowna Blinkowa antreten, welche sie mit 0:6 und 2:6 verloren. Ende des Jahres wurde sie Deutsche Tennismeisterin, als sie im Finale der nationalen Meisterschaften Sonja Zhenikhova mit 6:4 und 7:5 besiegte. Beim WTA-Turnier in Hamburg erhielt sie zusammen mit Nastasja Schunk eine Wildcard für das Hauptfeld. Die Paarung konnte durch einen Sieg gegen Sabrina Santamaria und Elixane Lechemia in der ersten Runde das Viertelfinale erreichen.
In den Jahren 2022 und 2023 nahm Seidel bei insgesamt fünf Grand-Slam-Turnieren in der Juniorinnen-Klasse teil. Im Einzel war dabei das Viertelfinale in Wimbledon 2022 das beste Ergebnis. Im Doppel erreichte sie bei den US Open 2022 das Finale, wo sie mit Partnerin Carolina Kuhl der Paarung Diana Schneider/Lucie Havlíčková in zwei Sätzen unterlag.
2023 feierte sie bei ihrem Heimturnier, den Hamburg European Open, durch eine Wildcard das Debüt im Damenfeld eines Turniers der WTA-Tour. Sie unterlag in der ersten Runde ihrer Landsfrau Jule Niemeier. Auch in der restlichen Saison konnte sie sich im Damenbereich etablieren und spielte hauptsächlich Turniere der ITF Women’s Tour. Hierbei gelangen ihr im Einzel drei Turniersiege, wobei der hochwertigste Erfolg der Sieg bei einem W60-Turnier in Bratislava war. Dazu kamen zwei weitere Finaleinzüge bei W60-Turnieren. In der zweiten Jahreshälfte trat sie zudem vermehrt auch bei Turnieren der WTA Challenger Series an.
Zu Beginn des Jahres 2024 erreichte sie bei den Australian Open erstmals das Hauptfeld eines Grand Slams im Einzel, nachdem sie in der Qualifikation unter anderem die gesetzten US-Amerikanerinnen Elizabeth Mandlik und Hailey Baptiste besiegen konnte. Ihre Erstrundenpartie gegen die an Nummer zwei gesetzte Aryna Sabalenka in der Rod Laver Arena verlor sie klar in zwei Sätzen. In Budapest erreichte sie als Lucky Loserin nach zwei Siegen das Viertelfinale, in dem sie der topgesetzten Diana Schneider unterlag.

## Auszeichnungen
2021 wurde Ella Seidel als Hamburger Sporttalent weiblich ausgezeichnet.

## Turniersiege

### Einzel
| Nr. | Datum              | Turnier             | Kategorie | Belag             | Finalgegnerin    | Ergebnis  |
| --- | ------------------ | ------------------- | --------- | ----------------- | ---------------- | --------- |
| 1.  | 9. Juli 2023       | Stuttgart-Vaihingen | ITF W25   | Sand              | Julia Middendorf | 6:3, 6:1  |
| 2.  | 27. August 2023    | Braunschweig        | ITF W25   | Sand              | Julia Middendorf | 7:64, 6:3 |
| 3.  | 4. November 2023   | Bratislava          | ITF W60   | Hartplatz (Halle) | Sofja Lansere    | 6:4, 7:64 |
| 4.  | 7. Juli 2024       | Stuttgart-Vaihingen | ITF W35   | Sand              | Cristina Dinu    | 6:4, 6:3  |
| 5.  | 22. September 2024 | Pasardschik         | ITF W75   | Sand              | Caroline Werner  | 6:1, 6:4  |

### Doppel
| Nr. | Datum           | Turnier | Kategorie | Belag | Partnerin        | Finalgegnerinnen       | Ergebnis |
| --- | --------------- | ------- | --------- | ----- | ---------------- | ---------------------- | -------- |
| 1.  | 13. August 2022 | Leipzig | ITF W25+H | Sand  | Noma Noha Akugue | Tea Lukic Joëlle Steur | 6:0, 7:5 |

## Karrierestatistik und Turnierbilanz

### Dameneinzel
Die letzte Aktualisierung erfolgte nach den Wimbledon Championships 2025.
| Turnier                      | 2021      | 2022      | 2023      | 2024      | 2025      | T / T      | S/N        | Sieg%      |
| ---------------------------- | --------- | --------- | --------- | --------- | --------- | ---------- | ---------- | ---------- |
| Australian Open              | –         | –         | –         | 1         | Q2        | 0 / 1      | 0:1        | 0 %        |
| French Open                  | –         | –         | –         | Q1        | Q3        | 0 / 0      | 0:0        | –          |
| Wimbledon                    | –         | –         | –         | Q1        | 1         | 0 / 1      | 0:1        | 0 %        |
| US Open                      | –         | –         | –         | Q2        |           | 0 / 0      | 0:0        | –          |
| Rom                          | –         | –         | –         | –         | Q2        | 0 / 0      | 0:0        | –          |
| Cincinnati                   | –         | –         | –         | –         | AF        | 0 / 1      | 3:1        | 75 %       |
| Statistik                    | Statistik | Statistik | Statistik | Statistik | Statistik | S/N        | S/N        | Sieg%      |
| Turnierteilnahmen            | 3         | 12        | 27        | 30        | 19        | Gesamt: 91 | Gesamt: 91 | Gesamt: 91 |
| Erreichte Finals             | 0         | 0         | 5         | 2         | 0         | Gesamt: 7  | Gesamt: 7  | Gesamt: 7  |
| Gewonnene Titel              | 0         | 0         | 3         | 2         | 0         | Gesamt: 5  | Gesamt: 5  | Gesamt: 5  |
| Hartplatz-Siege/-Niederlagen | 2:1       | 2:1       | 20:7      | 13:12     | 14:8      | 51:29      | 51:29      | 64 %       |
| Sand-Siege/-Niederlagen      | 2:2       | 10:10     | 29:15     | 21:16     | 6:9       | 68:52      | 68:52      | 57 %       |
| Rasen-Siege/-Niederlagen     | 0:0       | 0:0       | 0:1       | 0:2       | 5:3       | 5:6        | 5:6        | 45 %       |
| Teppich-Siege/-Niederlagen   | 0:0       | 3:1       | 1:1       | 1:1       | 0:0       | 5:3        | 5:3        | 63 %       |
| Gesamt-Siege/-Niederlagen    | 4:3       | 15:12     | 50:24     | 35:31     | 25:20     | 129:90     | 129:90     | 59 %       |
| Sieg%                        | 57 %      | 56 %      | 68 %      | 53 %      | 56 %      | Gesamt:    | Gesamt:    | 59 %       |
| Jahresendposition            | –         | 585       | 195       | 138       |           | N/A        | N/A        | N/A        |

Zeichenerklärung: S = Turniersieg; F, HF, VF, AF = Einzug ins Finale / Halbfinale / Viertelfinale / Achtelfinale; 1, 2, 3 = Ausscheiden in der 1. / 2. / 3. Hauptrunde; KF (kleines Finale) = unterlegen im Spiel um Platz drei; RR = Round Robin (Gruppenphase); n. a. = nicht ausgetragen; a. K. = andere Kategorie; PO (Play-off) = Auf- und Abstiegsrunde im Billie Jean King Cup; K1, K2, K3 = Teilnahme in der Kontinentalgruppe I, II, III im Billie Jean King Cup.
Anmerkung: Diese Statistik berücksichtigt alle Ergebnisse im Einzel bei ITF- und WTA-Turnieren. Als Quelle dient die ITF-Seite der Spielerin. Dargestellt sind nur WTA-Turniere der Kategorie 1000 (seit 2021).

### Juniorinneneinzel
| Turnier         | 2022 | 2023 | Karriere |
| --------------- | ---- | ---- | -------- |
| Australian Open | —    | AF   | AF       |
| French Open     | 1    | 1    | 1        |
| Wimbledon       | VF   | —    | VF       |
| US Open         | 2    | —    | 2        |

Zeichenerklärung: S = Turniersieg; F, HF, VF, AF = Einzug ins Finale / Halbfinale / Viertelfinale / Achtelfinale; 1, 2, 3 = Ausscheiden in der 1. / 2. / 3. Hauptrunde; nicht ausgetragen

### Juniorinnendoppel
| Turnier         | 2022 | 2023 | Karriere |
| --------------- | ---- | ---- | -------- |
| Australian Open | —    | AF   | AF       |
| French Open     | AF   | —    | AF       |
| Wimbledon       | AF   | —    | AF       |
| US Open         | F    | —    | F        |